# Diocèse de Talca
Le diocèse de Talca (en latin : Dioecesis Talcensis ; en espagnol : Diócesis de Talca) est un diocèse de l'Église catholique du Chili, suffragant de l'archidiocèse de Santiago du Chili.  

## Territoire
Il comprend la province de Curicó et la province de Talca (sauf les communes de Constitución et Empedrado qui appartiennent au diocèse de Linares) de la région du Maule.
Le territoire du diocèse s'étend sur 17 424 km2 divisé 45 paroisses. Le siège épiscopal est dans la ville de Talca où se trouve la cathédrale Saint-Augustin (es).

## Historique
La mission sui juris de Talca est fondée en 1913, recevant son territoire de l'archidiocèse de Santiago du Chili. Le diocèse de Talca est érigé le 18 octobre 1925 par la constitution apostolique Apostolicis muneris du pape Pie XI. Talca devient suffragant de l'archidiocèse de Santiago du Chili. En même temps sont également créés les diocèses chiliens de San Felipe, Valparaiso et Rancagua.

## Évêques
- Carlos Silva Cotapos (14 décembre 1925 - 21 janvier 1939)
- Manuel Larraín Errazuriz (21 janvier 1939 - 22 juin 1966)
- Carlos González Cruchaga (22 juin 1966 - 12 décembre 1996)
- Horacio Valenzuela Abarca (12 décembre 1996 - 28 juin 2018)
  - Sede vacante
- Galo Fernández Villaseca, depuis le 20 mars 2021